# 茶山駅 (福岡県)

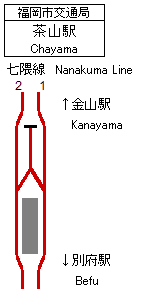
配線図

茶山駅（ちゃやまえき）は、福岡県福岡市城南区茶山一丁目にある福岡市地下鉄七隈線の駅。駅番号はN09。
駅のシンボルマークは空港線・箱崎線のシンボルマークをデザインした西島伊三雄が2001年に死去したため、それ以前に描かれていた原案を元に、息子で同じくグラフィックデザイナーの西島雅幸が完成させた。モチーフはかつて茶畑が広がっていた「茶山」に因んだ茶葉の新芽。駅識別カラーは   DIC-2554（系統色名：青みの緑）で、薬院駅・六本松駅と共通。
橋本駅が管理し、日本通運福岡支店が駅業務を受託する業務委託駅である。

## 歴史
- 1999年（平成11年）7月8日 - 2000年（平成12年）3月3日：設計期間（実施設計者：甲山建築設計事務所）[1]
- 2003年（平成15年）3月8日 - 2004年（平成16年）7月31日：施工期間（施工者：飛鳥・不動・九州総合 建設工事共同企業体）[1]
- 2005年（平成17年）2月3日：開業。開業時から業務委託駅[5]。
- 2019年（平成31年）4月1日：当駅の管理が天神南管区駅から橋本管区駅に移管される[6][7]。
- 2023年（令和5年）7月15日：追い山対応のため、営業列車として初めて茶山発博多行き電車が運転される（午前3時47分発）。

## 駅構造
島式ホーム1面2線を有する地下駅。城南学園通り直下に位置する。金山側に引き込み線を有する。
| 地階    | 出入口                       | 出入口                                     |
| 地下1階 | コンコース階                 | コンコース、案内所、自動券売機、自動改札口 |
| 地下1階 | コンコース階                 | トイレ（改札内）                           |
| 地下2階 | 1番ホーム                    | ■七隈線 博多方面（別府駅）→                |
| 地下2階 | 島式ホーム，右側のドアが開く |                                            |
| 地下2階 | 2番ホーム                    | ←■七隈線 橋本方面（金山駅）                |

- 各階の面積は、地上174平方メートル、地下1階2,974平方メートル、地下2階3,087平方メートル[1]。
- 七隈線の中間地点にあるため管区駅の一つとされており[1]、他の駅より事務室等が多い（駅長事務室、仮眠室、休憩室など）[1]。
- 利用者の目に留まる箇所に用いられる「個性化壁」には、赤茶色の大理石（ロッソマニャボスキ、300mm×300mm×厚さ10mm）を使用している[8]。

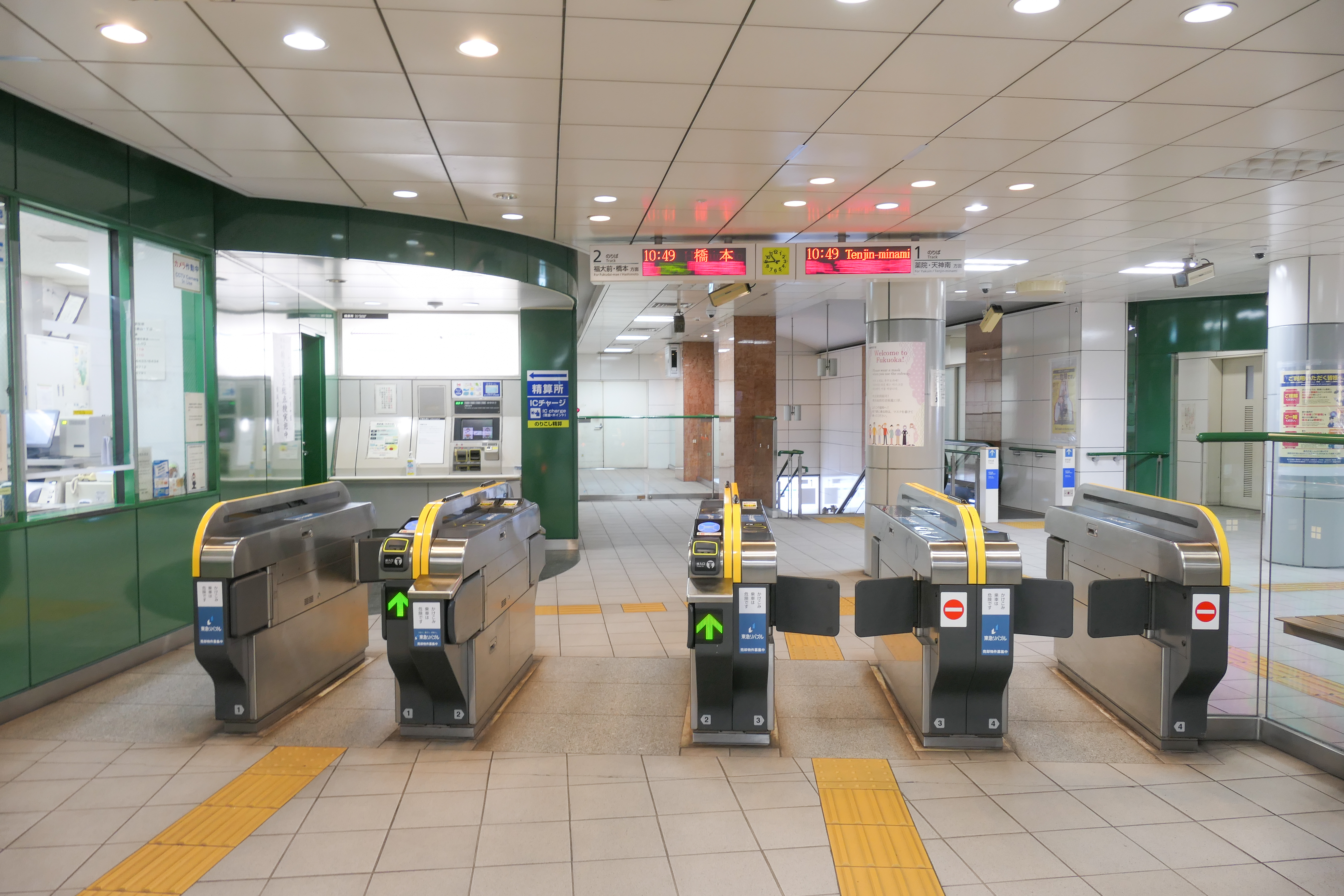
改札口（2022年12月）
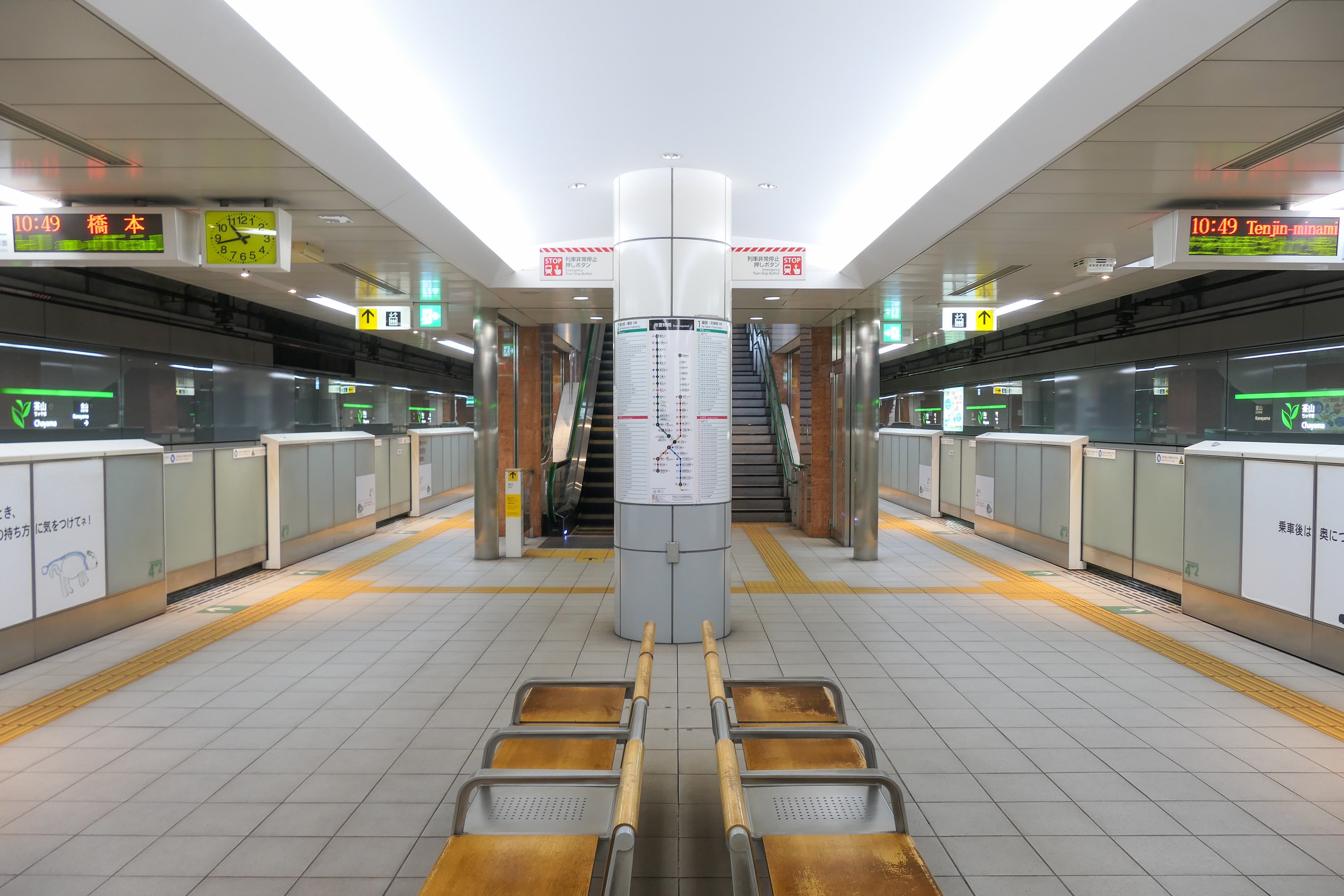
ホーム（2022年12月）
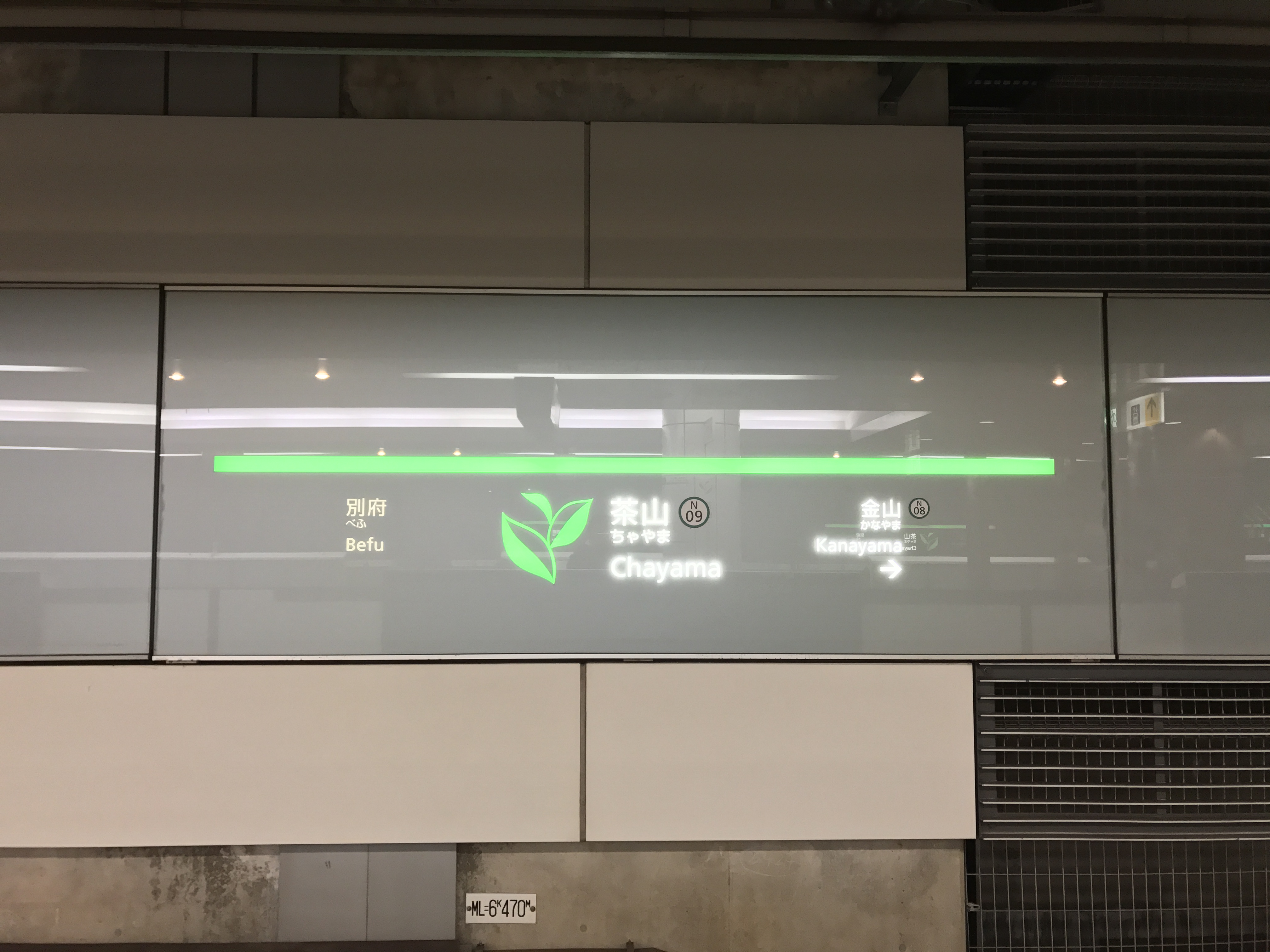
駅名標（2017年2月）

## 利用状況
2023年度の1日平均乗車人員は2,676人である。なお、七隈線開業から10年目（2014年）にして初めて2,000人を超えた。
開業以降の1日平均乗車人員の推移は下表のとおりである。
| 年度               | 1日平均 乗車人員 |
| ------------------ | ---------------- |
| 2004年（平成16年） | 1,473            |
| 2005年（平成17年） | 1,258            |
| 2006年（平成18年） | 1,485            |
| 2007年（平成19年） | 1,567            |
| 2008年（平成20年） | 1,686            |
| 2009年（平成21年） | 1,676            |
| 2010年（平成22年） | 1,756            |
| 2011年（平成23年） | 1,849            |
| 2012年（平成24年） | 1,873            |
| 2013年（平成25年） | 1,988            |
| 2014年（平成26年） | 2,056            |
| 2015年（平成27年） | 2,235            |
| 2016年（平成28年） | 2,354            |
| 2017年（平成29年） | 2,449            |
| 2018年（平成30年） | 2,520            |
| 2019年（令和元年） | 2,552            |
| 2020年（令和02年） | 1,877            |
| 2021年（令和03年） | 2,035            |
| 2022年（令和04年） | 2,243            |
| 2023年（令和05年） | 2,676            |

## 駅周辺
西鉄バス城南体育館入口バス停が駅両出入口前にある。

### 1番出入口
- 福岡市立田島小学校
- 茶山カトリック幼稚園
- 福岡県自動車学校
- 友泉亭公園
- イオンスタイル笹丘

### 2番出入口
- 福岡市立城南体育館
- サニー茶山店
- 学校法人木村学園 茶山幼稚園
- 福岡市立別府小学校
- 福岡県立城南高等学校
- 福岡市立城南小学校
- 福岡市立城南中学校

## 隣の駅
福岡市交通局
 七隈線
金山駅 (N08) - 茶山駅 (N09) - 別府駅 (N10)